# Ibn al-Warraq
Abu Issa Muhammad ibn Harun al-Warraq (en árabe: أبو عيسى محمد ابن هارون الوراق‎), conocido como ibn al-Warraq fue un estudioso escéptico y crítico del Islam del siglo IX. Era maestro y amigo de Ibn al-Rawandi en cuya obra El Libro de la Esmeralda aparece mencionado. Algunas fuentes musulmanas lo han descrito como musulmán y otros como maniqueo. El erudito moderno del Corán y crítico del Islam Ibn Warraq, deriva su pseudónimo de al-Warraq.

## Filosofía
Al-Warraq era escéptico respecto de la existencia de Dios, porque El que ordena a su esclavo hacer cosas que él sabe que es incapaz de hacer y luego lo castiga, es un tonto. Warraq también dudaba en presentar a Mahoma como profeta:

El que Muhammad pudiera predecir ciertos acontecimientos no demuestra que fuera un profeta: puede haber sido capaz de conjeturar con éxito, pero esto no quiere decir que tuviera conocimiento real del futuro. Y, ciertamente, el hecho de que él era capaz de relatar los acontecimientos del pasado no prueba que fuera un profeta, porque podría haber leído sobre los acontecimientos en la Biblia y, si era analfabeto, todavía podría haber tenido quien se lo leyese.

Al-Warraq desafió la idea de que el Islam fuese una religión revelada. Sostuvo que si los seres humanos son capaces de averiguar que, por ejemplo, es bueno ser tolerante, un profeta no es necesario, y que no hay que prestar atención a las demandas de los profetas autoproclamados, si lo que pretenden es contrario al buen sentido y la razón. Al-Warraq admiraba la inteligencia no por su capacidad para someterse a un dios, sino más bien por su curiosidad hacia las maravillas de la ciencia. Explicó que las personas desarrollaron la ciencia de la astronomía por mirar al cielo, y que ningún profeta les había enseñado a mirar. También afirmaba que no eran necesarios profetas para enseñar a hacer flautas, o para tocarlas.

## Obras
Solo ha llegado hasta nosotros uno de sus escritos, el Kitab al-Radd ala al-thalath firaq min al-Nasara (Contra la Encarnación).